# Dendrocereus undulosus
Dendrocereus undulosus är en kaktusväxtart som först beskrevs av Dc., och fick sitt nu gällande namn av Nathaniel Lord Britton och Joseph Nelson Rose. Dendrocereus undulosus ingår i släktet Dendrocereus och familjen kaktusväxter. Inga underarter finns listade i Catalogue of Life.